# Ung leg (roman)
Ung leg er en roman af Johannes Allen fra 1956, der regnes som Allens hovedværk. Romanen blev senere samme år blev filmatiseret med Ghita Nørby i hovedrollen som Helle. Johannes Allen stod selv for instruktionen.
Helle er en ung pige på 19, der ser tilbage på tre skæbnesvangre måneder af sit liv, hvor hun kun var 17 år og aldrig havde været i seng med en mand. Helles seksuelle debut foregår den pågældende sommer, og hun får sin første alvorlige kærlighedssorg. Kærlighedssorgen er dog ikke større, end at hun snart kan indlede et nyt seksuelt forhold til en anden ung mand. Johannes Allen skildrer de unges seksualitet på en flot måde. Der er ikke overladt meget til fantasien, samtidig med at skildringerne på ingen måde bliver vulgære. ”Ung leg” er vovet og omtaler Helles og Birthes seksualitet som en meget naturlig del af deres hverdag.
I skarp kontrast til dette skildres Helles forældre. Forældrene er gift, men tror ikke på ægteskabet og den eneste ene. Helle kender allerede fra romanens start til forældrenes utroskab og er egentlig ikke chokeret over denne. Hun finder det i stedet irriterende, at forældrene prøver at tale moral med hende, når de ikke engang selv overholder eller arbejder for at forbedre deres egen moral. 